# ノースウェスタン・ワイルドキャッツ

ノースウェスタン・カラーのビッグ・テンのロゴ

ノースウェスタン・ワイルドキャッツ（英: Northwestern Wildcats）は、アメリカ合衆国のノースウェスタン大学のスポーツ競技チーム。NCAAディビジョンI所属。

## 競技チーム
| 男子スポーツ     | 女子スポーツ       |
| ---------------- | ------------------ |
| 野球             | バスケットボール   |
| バスケットボール | クロスカントリー   |
| フットボール     | フェンシング       |
| ゴルフ           | フィールドホッケー |
| サッカー         | ゴルフ             |
| 水泳・飛込       | ラクロス           |
| テニス           | サッカー           |
| レスリング       | ソフトボール       |
|                  | 水泳・飛込         |
|                  | テニス             |
|                  | バレーボール       |
|                  |                    |